# Râul Hașca, Largu
Râul Hașca este un curs de apă, afluent al râului Căprioru. Mănăstirea Petru Vodă, ridicată în 1992 și dedicată victimelor comunismului, este situată într-o poiana, la confluența dintre râul Hașca și Hășcuța